# Hitzeschock
Als Hitzeschock wird in der Zellbiologie ein Zustand der Zelle bei Temperaturextremen, toxischen Chemikalien oder starker Bestrahlung bezeichnet; gemeinsam ist diesen Bedingungen, dass die Zellproteine drohen, zu denaturieren. Die Zelle reagiert mit einer Art Notfallprogramm, zu dem u. a. die Expression sogenannter Hitzeschockproteine gehört.

## Evolution
Die Hitzeschockantwort ist ein evolutionär sehr alter und hochkonservierter Prozess, der in allen Lebewesen bis hin zu den Bakterien vorkommt. Die Gene für die Hitzeschockproteine haben sich die ganze Evolution hindurch erhalten, obwohl neue Möglichkeiten für die höherentwickelten Organismen hinzugekommen sind, mit Stressoren durch die Umwelt umzugehen.
Bei der Untersuchung von Antarktisfischen (Notothenioidei) wurde allerdings festgestellt, dass im Rahmen der evolutionären Anpassung die Gene der Hitzeschockproteine bei diesen Fischen verloren gegangen sind.

## Wissenschaftsgeschichte
Die Hitzeschockantwort wurde erstmals seit den 60er Jahren systematisch an der Fliege Drosophila melanogaster beobachtet und ab den 80er Jahren allgemeiner bekannt.
In neuerer Zeit wird die Hitzeschockantwort vor allem bei dem Prozess der Transformation bakterieller Zellen angewandt, um diese künstlich kompetent zu machen. Hierbei werden durch einen Hitzeschock Poren in der Zellmembran geöffnet, durch welche DNA in die Zelle gelangen und evtl. ins bakterielle Genom gelangen kann.